# Barry Shabaka Henley
Barry Shabaka Henley (Nueva Orleans, Luisiana; 15 de septiembre de 1954) es un actor estadounidense de cine y televisión.

## Filmografía

### Cine y televisión
- Agents of S.H.I.E.L.D. .... Dr. Marcus Benson (personaje recurrente, 2019)
- A Star Is Born (2018) .... Little Feet
- NCIS .... Earl Goddard (1 episodio, 2017)
- Elementary .... Wendell Hecht (1 episodio, 2017)
- NCIS: New Orleans .... Detective de Baton Rouge Todd Lamont (1 episodio, 2016)
- Better Call Saul .... Detective Sanders (3 episodios, 2015)
- Carrie (2013) .... Director Morton
- Shameless .... Juez Glen Aufseeser (1 episodio, 2013)
- Veep .... Ejecutivo de comidas rápidas (1 episodio, 2012)
- Fairly Legal .... Agente Donovan (1 episodio, 2012)
- The Big Year (2011) .... Dr. Neil Kramer
- Body of Proof .... Al Chapman (1 episodio, 2011)
- Lie to Me .... Dr. Vincent Olson (1 episodio, 2010)
- Flashforward .... Agente del FBI en Los Ángeles Shelly Vreede (13 episodios, 2009-2010)
- Héroes .... Detective Bryan Fuller (4 episodios, 2007)
- Miami Vice (2006) .... Castillo
- Four Brothers (2005) .... Concejal Douglas
- Collateral (2004) .... Daniel
- The Terminal (2004) .... Thurman
- Ali (2001) .... Herbert Muhammad
- Life (1999) .... Pokerface
- Patch Adams (1998) .... Emmet
- Rush Hour (1998) .... Oficial Bobby
- How Stella Got Her Groove Back (1998) .... Buddy
- Bulworth (1998) .... Hombre en Frankie's
- Fallen (1998) .... Policía de uniforme
- Devil in a Blue Dress (1995) .... Leñador
- Lord of Illusions (1995) .... Dr. Toffler
- The Scout (1994) .... McDermott
- Fear of a Black Hat (1994) (acreditado como Shabaka) .... Geoffrey Lennox
- The Thing Called Love (1993) (acreditado como Barry 'Shabaka' Henley) .... Reverendo Raymond
- Nincompoop (1988)